# Сілівра Ігор Володимирович
Ігор Володимирович Сілівра (19 травня 1979, Чернівці) — український письменник-фантаст.

## Біографія
Ігор Сілівра народився в Чернівцях. Навчався у Чернівецькому міському ліцеї №1, який закінчив зі срібною медаллю. Він закінчив Чернівецький національний університет, за освітою є інженером. Після закінчення університету Сілівра протягом 6 років працював інженером-налагоджувачем систем автоматизації, після чого перейшов на посаду системного адміністратора у чернівецькій філії Укртелекому.

## Літературна творчість
Літературну творчість Ігор Сілівра розпочав ще навчаючись у школі, його перші оповідання включались у малотиражні збірки шкільної творчості. Деякі з його віршів потрапили до альманаху "Холод першого тепла". Першим із відомих опублікованих творів є оповідання «Людина-лампочка», датоване 1999 роком. З 2010 року він публікує свої твори в українському журналі фантастики «УФО» та збірці «Фантастика UA». У 2011 році рукопис його дебютного роману «Цепелін до Києва» став переможцем Днів фантастики у Києві, а сам автор удостоєний грамоти з автографом Анджея Сапковського. У 2013 році цей роман отримав другу премію на конкурсі «Перша Всеукраїнська літературна премія імені Олександри Кравченко (Девіль)», та спеціальну премію за відновлення жанру фантастики. Ігор Сілівра є постійним учасником та неодноразовим переможцем всеукраїнського конкурсу фантастики «Зоряна Фортеця». У 2014 році письменник удостоєний відзнаки Єврокону як найкращий дебютант.
У творчості Ігора Сіліври найпомітніше місце посідає тема стимпанку. В цьому жанрі написаний його дебютний роман «Цепелін до Києва», а також його продовження — роман «Край», який вийшов друком у 2016 році. У цих романах дія відбувається в альтернативній реальності, в якій відсутні технології, побудовані на використанні електричного струму, а більшість технічних пристроїв та транспортних засобів використовують паровий рушій. У третьому романі письменника «Архіпелаг», який вийшов друком у 2017 році, дія відбувається також у альтернативній реальності, проте в цьому романі більшість технічних пристроїв використовують як рушійну силу саме електричний струм, проте в цьому світі нема запасів нафти, та в ньому фактично не існує офіційно прийнятих законів, а наука розвивається не шляхом експерименту, а шляхом вивчення архівів, доставленими з паралельного світу, де й живе більшість людей.

### Романи
- 2013 — Цепелін до Києва
- 2016 — Край
- 2017 — Архіпелаг
- 2019 — Межа людини
- 2022 —  Воля. Спадок професора Пулюя.

### Оповідання
- 1999 — Людина-лампочка
- 2006 — Чарівна паличка
- 2010 — Аномалія
- 2010 — Контакт
- 2010 — Спадок
- 2010 — Фокусник
- 2011 — Діти Гайі
- 2011 — Нотатник Марти Мартен
- 2011 — Попереду — Вічність
- 2011 — Приватні розрахунки
- 2011 — Репортаж
- 2011 — Таємниця двійника
- 2011 — Гра в бога
- 2011 — Емігрант
- 2012 — Без Честі (у співавторстві з Оленою Пандурською)
- 2012 — Борги
- 2012 — Китайська кімната
- 2012 — Павутина
- 2012 — Прецеденти, прецеденти…
- 2012 — Страховий випадок
- 2013 — Велкам ту Марс
- 2013 — Вишнє Море
- 2013 — Дует
- 2013 — К7/12
- 2013 — Крила Емілі (у співавторстві з Оленою Пандурською)
- 2013 — Марс: коли розквітають яблуні (у співавторстві з Ольгою Сухобокою)
- 2013 — Ще один другий шанс (у співавторстві з Сніжаною Тимченко)
- 2014 — Ординарне життя (у співавторстві з Сніжаною Тимченко)
- 2014 — Сім'я V1.1
- 2014 — Точка неповернення
- 2014 — Дилема в'язня
- 2015 — Зернятка на шахівниці
- 2015 — Шубін
- 2016 — Попереду — вічність
- 2016 — Селфі
- 2016 — Хто ти, людино?
- 2016 — Монетка на викуп (у співавторстві з Сергієм Пильтяєм)
- 2016 — Окремі випадки трагедії общин
- 2018 — Залізний поступ